# Carl Grossberg
Carl Grossberg (Elberfeld, 1894 – Laon, 1940) è stato un pittore tedesco, esponente della Nuova oggettività.

## Biografia
Grossberg iniziò a frequentare, all'età di diciannove anni, la facoltà di architettura all'Università di Aquisgrana e Darmstadt. I suoi studi furono interrotti quando venne obbligato a prestare servizio militare durante la prima guerra mondiale.
Dal 1919 al 1921 studiò alla Bauh di Weimar e, con il maestro Lyonel Feininger, imparò l'arte della pittura. L'anno successivo organizzò un viaggio di studio verso la Germania meridionale, nei pressi della città di Würzburg, iniziativa che si ripeté nel 1927, alla ricerca dell'ispirazione e dipingere opere d'arte generalmente caratterizzate da immagini di macchine, paesaggi industriali e ambienti urbani.
Arrivò ad essere molto richiesto anche dalle aziende, come la ditta Norta che all'epoca produceva carte da parati. Nel 1932, gli commissionarono opere per pubblicizzarne l'attività. Nel 1933, il suo interesse per la tecnologia e l'industria era talmente pervasivo nella sua vita che si organizzò per realizzare il suo "Piano Industriale" che consisteva nel dipingere quadri per le più importanti aziende tedesche.
Il periodo buio che la Germania subì con il Regime nazista coincise con la sua attività, con sempre meno commissioni, per cui fu costretto ad aprire contatti con l'America, interrotti nel 1939, essendo lo stesso Grossberg ufficiale di riserva. Nello stesso anno venne richiamato per il servito militare attivo. Dopo aver combattuto sui fronti polacco e francese, torna in patria per morire in un incidente stradale il 19 ottobre del 1940.

## Opere

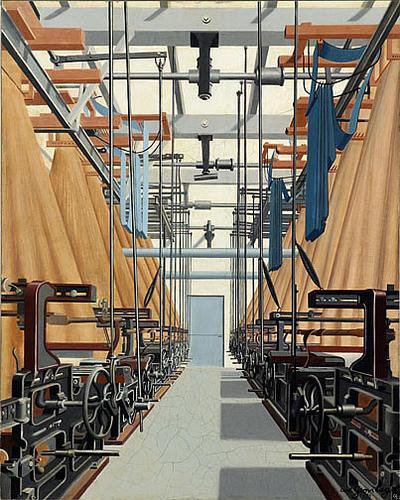
Tessitura jacquard, Carl Grossberg, 1934

Grazie alle sue opere, Grossberg viene considerato l'esponente di punta della Nuova oggettività : a causa del suo gelido distacco, era in grado di dipingere il mondo delle macchine, rivelandone una realtà alienata, dominata dall'automatismo del processo produttivo. I suoi dipinti sono dei veri e propri scenari ostili, dove l'uomo è assente, e la luce che invade il quadro, è cristallina e fredda, mentre la tavolozza aspra e metallica.
- «Depositi di carburante» 1933
- «Caldaia a vapore con Bat» 1928
- «Stazione Centrale in Cologne» 1927
- «filanda» circa 1936
- «Montplein» 1930
- «Industria di macchine» 1936
- «Fase di atterraggio» 1933